# Bovril
Bovril è un marchio che contraddistingue un estratto di carne creato negli anni '70 del XIX secolo da John Lawson Johnston.

## Creazione ed utilizzo
Venduto in vasetti dalla caratteristica forma a bulbo, viene prodotto a Burton upon Trent, nello Staffordshire e distribuito da Unilever. Bovril può essere bevuto se diluito in acqua calda o latte. Può esser anche utilizzato per aromatizzare zuppe, stufati, porridge o spalmato sul pane, in particolare sui toast, proprio come la Marmite.

## Nome
La prima parte del nome deriva dal latino bos (genitivo bovis) che significa bovino; Johnston prese il suffisso -vril dal racconto The Coming Race di Bulwer-Lytton assai popolare all'epoca dove si parla di un fluido elettrico chiamato «Vril»